# 마르텐사이트계 스테인리스강

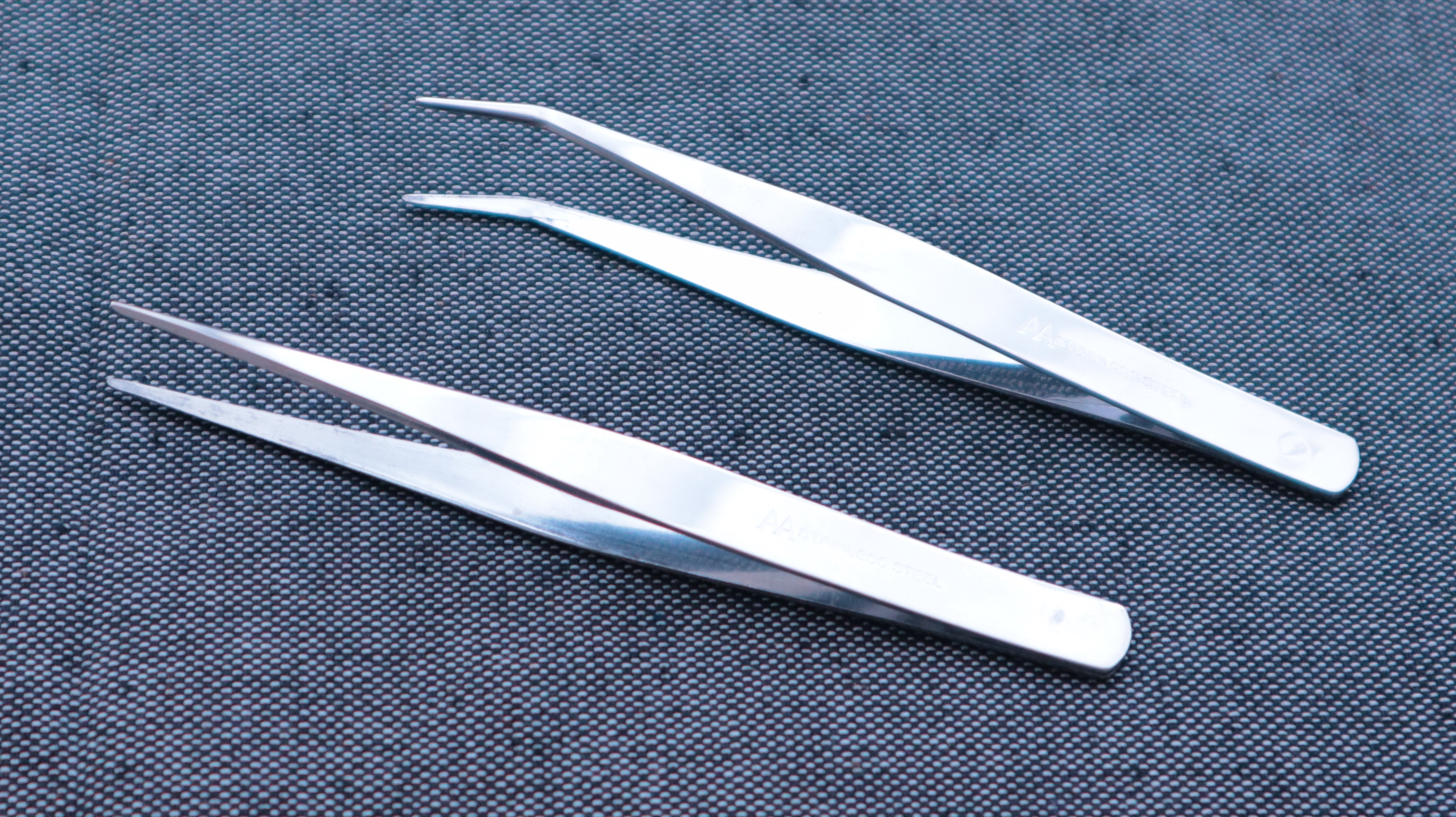
410 마르텐사이트계 스테인리스강으로 만든 핀셋

마르텐사이트계 스테인리스강(Martensitic stainless steel)은 마르텐사이트 결정 구조를 갖는 스테인리스강 합금의 일종이다. 노화와 열처리를 통해 경화되고 단련될 수 있다. 다른 주요 유형의 스테인리스강은 오스테나이트계, 페라이트계, 이중 및 석출 경화형이다.